# Adinandra maquilingensis
Adinandra maquilingensis är en tvåhjärtbladig växtart som beskrevs av Elmer Drew Merrill. Adinandra maquilingensis ingår i släktet Adinandra och familjen Pentaphylacaceae. Inga underarter finns listade i Catalogue of Life.